# 露雯
露雯（1990年2月26日—），中国篮球运动员，现效力于八一麒麟和中国国家队，曾参加2014年世界女子篮球锦标赛和2016年夏季奥运会女子篮球比赛。